# Косвал, Девон
Девон Косвал (нидерл. Devon Koswal; род. 21 августа 2003, Нидерланды) — нидерландский футболист, защитник клуба «Телстар».

## Клубная карьера
Косвал — воспитанник клубов «Александрия ’66», «Спартан’20», «Эксельсиор» и «Дордрехт». 6 декабря 2020 года в матче против НАК Бреда он дебютировал в Эрстедивизи составе последних. Летом 2023 года Косвал перешёл в «Телстар». 28 августа в матче против АЗ он дебютировал за новую команду. 5 апреля 2024 года в поединке против дублёров ПСВ Девон забил свой первый гол за «Телстар». В 2025 году игрок помог клубу выйти в элиту. 10 августа в матче против столичного «Аякса» он дебютировал в Эредивизи.